# 챔피언 (2018년 영화)
《챔피언》은 2018년에 개봉한 대한민국의 영화이다.

## 줄거리
한국에서 태어났지만 경제적 이유로 먼 나라 미국에 입양된 마크. 그는 외딴곳의 삶을 영화로 접한 팔씨름에 반해 선수권 대회에 출전해서 10위까지 들 정도의 탁월한 실력을 자랑하지만 돌아온건 동양인이라는 모욕과 승부조작이라는 누명이 전부였다. 결국 그는 선수를 그만두고 클럽직원으로 일하고 있던 어느날, 한국에서 스포츠 에이전트 일을 하는 친한 동생 진기로부터 국내 팔씨름 대회에 출전해달라는 연락을 받는다. 마크는 팔씨름을 다시 할 수 있다는 기회를 얻은 것과 낳아준 친엄마를 찾을 수 있다는 생각에 흔쾌히 수락해서 한국으로 날아온다.
그리고 어떤 소동에 휘말려 본적없는 여동생 수진과 그의 두 아이 준형과 준희남매와 넷이서 살아가며 조카들에게 각별한 애정을 쏟아부으며 조카바보가 되어가기 시작했다. 또한 나날이 팔힘을 단련하며 대회준비에 박차를 가했지만 진기는 마크에게 스폰을 대주는 유창수로부터 승부조작을 사주받는데...

## 캐스팅
- 마동석 : 마크(백승민) 역
- 권율 : 진기 역
- 한예리 : 이수진 역
- 최승훈 : 준형 역
- 옥예린 : 준희 역
- 양현민 : 유창수 역
- 남연우 : 김 팀장 역
- 강신효 : 콤보 역
- 이규호 : 펀치 역
- 강승현 : 주연 역
- 박선호 : 제이슨 김 역
- 진모 : 콤보팀원 1 역
- 금광산 : 콤보팀원 2 역
- 최참사랑 : 동대문 참언니 역
- 오창경 : 대회방송 캐스터 역
- 남태우 : 대회방송 해설자 역
- 한상철 : 주심 송창현 부심 역
- 유순웅 : 한의사 역
- 김태향 : 동대문 오순경 역
- 박세준 : 유창수직원 1 역
- 한명수 : 유창수직원 2 역
- 임형택 : 지게꾼 역
- 박광재 : 2m거인 역
- 곽자형 : 마초 운전남 역
- 박원빈 : 부산 사회자 역
- 안성민 : 외제차 운전자 역
- 노지유 : 대회장 리포터 역
- 정대훈 : 담배학생 역
- 김재민 : 돌잔치 사회자 역
- 서문호 : 한의사손님 역
- 김준혁 : 영어 초딩 역
- 김건 : 부산 팔씨름 초딩 역
- 김지환 : 버스 아이 역
- 김미미 : 버스 아이엄마 역
- 이새벽 : 마크 젊은 엄마 역
- 정다윗 : 어린 마크 역
- 한도담 : 헬스장 신입여성 1 역
- 장유빈 : 헬스장 신입여성 2 역
- 이혜민 : 클럽여성 역
- 이범규 : 파출소 건달 1 역
- 유우람 : 파출소 건달 2 역
- 이동진 : 도박장 팔씨름 상인 역
- 김라희 : 돌잔치 엄마 역
- 허인범 : 돌잔치 아빠 역
- 정승환 : 돌잔치 아기 역
- 이순자 : 길알려주는 할머니 역
- 박준희 : 축구아이 역
- 양동선 : 제이슨김 패거리 1 역
- 박재한 : 제이슨김 패거리 2 역
- 홍지원 : 제이슨김 패거리 3 역
- 최혜진 : 제이슨김 패거리 4 역
- 권은율 : 수린이 (돌잔치) 역
- 봉신주 : 교도소 펀치상대 역
- 김수진 : 메달리는 남자 역
- 김태현 : 도박장 심판 역
- 김지연 : 대회 진행녀 1 역
- 전민지 : 대회 진행녀 2 역
- 김정화 : 도박장 캐셔 1 역
- 이수정 : 도박장 캐셔 2 역
- 윤은지 : 도박장 캐셔 3 역
- 안하윤 : 헬스장녀 역
- 전혜원 : 여고생 1 역
- 전유림 : 여고생 2 역
- 강선화 : 진기동창녀 1 역
- 한태은 : 진기동창녀 2 역
- 백상희 : 공항 마중녀 역
- 지미 켄트 : 클럽사장 역
- 레오 레오튼 : 알렉스 역
- 티모시 조셉 : 알렉스 패거리 역
- 제레미 리 : 알렉스 패거리 역
- 비숍 맥나이트 : 알렉스 패거리 역
- 아서 프리먼 : 톰 역
- 키니스 피브 : 외국선수 역
- 이브겐 살리에크 : 외국선수 역
- 로버트 브래들리 : 클럽시비백인 역
- 카슨 앨런 : 미국 대회장 (목소리) 1 역
- 존 마이클 : 미국 대회장 (목소리) 2 역
- 유지연 : 동대문 왕언니 역 (우정출연)
- 양조아 : 영어초딩 엄마 역 (우정출연)
- 박성일 : 박 피디 역 (우정출연)
- 육진수 : 밀리터리남 역 (우정출연)
- 박찬우 : 담배학생 역 (우정출연)
- 박지연 : 부산커플녀 역 (우정출연)
- 황상경 : 부산커플남 역 (우정출연)
- 손숙 : 마크엄마  역 (특별출연)
- 김종구 : 진기아빠 역 (특별출연)
- 오승환 : 셀럽들 역 (특별출연)
- 김동현 : 셀럽들 역 (특별출연)
- 배명호 : 셀럽들 역 (특별출연)
- 유승옥 : 셀럽들 역 (특별출연)

## 같이 보기
- 2018년 대한민국의 영화 목록